# Kemény Armand
Kemény Armand Alfonz Károly (Taktaharkány, 1914. november 6. – Budapest, 1973. november 29.) az Állatorvostudományi Egyetem tanszékvezető egyetemi tanára, az állatorvostudományok kandidátusa (1953), a korszerű állatorvosi élettan, biokémia és radiobiológia megszervezője és fáradhatatlan művelője, az első állatorvosi élettan tankönyv szerzője, a Magyar Élettani Társaság elnökségének és vezetőségének tagja, a Magyar Endokrinológiai és Anyagcsere Társaság vezetőségének tagja.

## Életpályája
Kemény (Krausz) Armand József (1882–1964) gazdatiszt, uradalmi számtartó és Keményfy Vilma (1888–1918) fiaként született. Apja Rábacsécsényből származik, Krausz Miksa (1849–1920) intéző és Krausz Terézia (1856–1941) házasságából. Nevét 1898-ban magyarosította testvéreivel, Károllyal és Ernővel, Keményre. Ifj. Kemény Armand anyai nagyapja Keményfy János uradalmi tiszttartó volt.
1932-ben érettségizett a Békési Református Reálgimnáziumban. 1936-ban diplomázott a budapesti József Nádor Műszaki és Gazdaságtudományi Egyetem Állatorvosi Osztályán, állatorvosi oklevelet kapott. 1937–1941 között Jármai Károly (1887–1941) tanársegéde volt a József Nádor Műszaki és Gazdaságtudományi Egyetem Állatorvosi Osztály Kórbonctani Tanszékén. 1939-ben állatorvosi doktori oklevelet szerzett. 1942–1944 között az újvidéki Kamendin Szérumtermelő Intézet kutatóbiológusa volt. 1944–1947 között – a második világháborúban – frontszolgálatot teljesített; a Szovjetunióban hadifogságban volt. 1947–1951 között a Phylaxia Oltóanyagtermelő Intézet Biológiai Osztályának vezetője volt. 1952–1972 között az Állatorvosi Főiskola, illetve Egyetem Élettani Tanszék tanszékvezető egyetemi tanára, 1953–1957 között a Főiskola igazgatóhelyettese, 1966–1969 között az ÁOTE tudományos rektorhelyettese volt. 1966-tól a Magyar Élettani Társaság vezetőségi tagja volt. 1968-tól a Magyar Agrártudományi Egyesület Állatorvosok Társaságának vezetőségi tagja volt. 1969-től a Magyar Endokrinológiai és Anyagcsere Társaság vezetőségi tagja volt.
Fontos eredményeket ért el az állatorvosi élettan, főleg a háziállatok anyagcsere- és energiaforgalmának vizsgálatában. Foglalkozott a tyúkok daganatkeltő vírusaival, antibiotikum-kutatásokkal, kórtani kérdésekkel. Számos közleménye jelent meg.
Hamvait a Farkasréti temető urnafülkéjében helyezték el. 1982-ben, felesége családjának, a Potsubay családnak, az érdi temetőben lévő sírjába helyezték át.

### Családja
1949-ben, Budapesten házasságot kötött Potsubay Veronika gyógyszerésszel. Két fiuk született: Gábor (1950–) és András (1953–).

## Művei
- Adatok a hazai tyúksarcomákhoz (A Magyar Pathológusok Társasága 1939. évi füzete; Budapest, 1939)
- Egy új, átoltható tyúksarcoma (Közlemények az összehasonlító élet- és kórtan köréből, 1939)
- A tyúkerythroleukosis kórokozójával végzett fertőzési kísérletek embryonált pulykatojásokon (Jármai Károllyal). – Lymphosarcomatosis sertésben. (Állatorvosi Lapok, 1940)
- Az antibioticum-kutatásról (Magyar Állatorvosok Lapja, 1950)
- Libák fertőző sinusitise (Magyar Állatorvosok Lapja, 1951; franciául: Sinusite infectieuse des oies. Acta Veterinaria, 1951)
- Pavlov tudományos munkásságának vázlatos jellemzése (Az MTA Agrártudományok Osztálya Közleményei, 1954)
- Az újszülött és szopós malacok halandóságával összefüggő néhány időszerű kórélettani kérdésről. – Vizsgálatok éhező újszülött és szopós malacokon, különös tekintettel a szénhidrát-anyagcserére. (Magyar Állatorvosok Lapja, 1955)
- A radioaktív izotópok alkalmazása a kísérletes orvostudomány és az állategészségügy néhány területén (Pethes Györggyel; Magyar Állatorvosok Lapja, 1956)
- Élettan (Főiskolai jegyzetek; Budapest, 1957; utánnyomások: 1958–1965)
- Biokémiai és élettani gyakorlatok állatorvostan-hallgatók számára. Összeállította: Pethes Györggyel; Budapest, 1957; utánnyomások: 1958–1965)
- A vér anorganikus foszfor és difoszfoglicerinsav tartalmának változása hypothermiában, a postnatalis élet kezdetén (Kutas Ferenccel és Stützel Máriával. (Kísérletes Orvostudomány, 1957; angolul: Changes in the Organic Phosphorous and Diphosphoglycerate Content of Blood during Hypothermia at the Beginning Stage of Postnatal Life. Acta Veterinaria, 1957)
- Sugárzó izotópok alkalmazása az állatélettanban (Pethes Györggyel; Agrokémia és Talajtan, 1957)
- A fiatal állatok élettani válaszai egyes pathophysiologiai állapotokban – éhezés, hypothermia, anoxia, asphysia (Magyar Állatorvosok Lapja, 1958)
- A jódfelvételt befolyásoló tényezők tanulmányozása baromfiakon J-131 segítségével (Állattenyésztés, 1959)
- Az izotópkutatás megindítása az Állatorvostudományi Főiskolán (Felsőoktatási Szemle, 1959)
- Tanulmányok a pajzsmirigy működésére vonatkozóan J-131 izotóppal. 1–5. (Magyar Állatorvosok Lapja, 1959–1964)
- Kosztojanc, Hacsatur Szergejevics: Az összehasonlító élettan alapjai. I–II. kötet. Egyetemi tankönyv. A magyar kiadást szerkesztette: Kemény Armand (Budapest, 1961)
- Az „Élettan” című tantárgy oktatása az Állatorvos-tudományi Főiskolán, különös tekintettel a világnézeti nevelésre (Felsőoktatási Szemle, 1962)
- Az állati eredetű fehérjepótlás alfa-aminovajsavval brojlercsirkék takarmányozásában (Boldizsár Harrisonnal; Magyar Állatorvosok Lapja, 1964; angolul: Acta Veterinaria, 1965)
- Az Élettani Tanszék fejlődése az elmúlt húsz évben (Magyar Állatorvosok Lapja, 1966)
- Élettan állatorvostan-hallgatók és állatorvosok számára. Egyetemi tankönyv. Illusztrálta: Bánffyné Skublich Ida; Budapest, 1966; 2. átdolgozott kiadás: 1974)
- Az emésztés élettani sajátosságai szopós és növendék korban (Magyar Állatorvosok Lapja, 1969)
- A tojáshéjképződés hatása a sav–bázis egyensúlyra tojó tyúkokban (Kutas Ferenccel és Lencsés Györggyel; Magyar Állatorvosok Lapja, 1970; angolul: Studies on the Influence of Egg Shell Formation on the Acid–Base Balance of the Laying Hen. Acta Veterinaria, 1970)
- Keveréktakarmányok aminosav-kiegészítésének elbírálása. – A malacok éhezési tünetcsoportjának oktana és kórélettani elemzése (Magyar Állatorvosok Lapja, 1971)

## Díjai, elismerései
- a Felsőoktatás Kiváló Dolgozója (1953)
- a Kiváló Dolgozó kitüntetés (1956)
- a Munka Érdemrend bronz fokozata (1956)[7]

## Emlékezete
Születésének 75. évfordulóján szülőházán, Taktaharkányban emléktáblát helyeztek el 1989. november 6-án.